# Codex Leningradensis
Codex Leningradensis (også kaldet Leningradkodeksen eller Leningradhåndskriftet) er et af de ældste bevarede manuskripter af hele den hebræiske bibel. Manuskriptet stammer ifølge dets kolofon fra år 1008 og er sandsynligvis produceret i Cairo og udgør den ældste fuldstændige udgave af den tiberianske masorah til den jødiske bibel.
Sandsynligvis er Codex Leningradensis baseret på det såkaldte Codex Aleppo, der er adskillige årtier ældre, måske fra 920'erne, men ca. en tredjedel af Aleppokodeksen har været savnet siden 1947, hvilket gør Codex Leningradensis uhyre vigtigt i al kristen og jødisk bibelforskning. Leningradensis ligger således også til grund for den mest anvendte moderne tekstkritiske udgave af den hebræiske bibel, Biblia Hebraica Stuttgartensia (BHS).
Originalen befinder sig i Saltykov-Shchedrin (nationalbilioteket) i St. Petersborg (tidligere Leningrad) i Rusland, hvor det har været opbevaret siden midten af 1800-tallet. 